# Tramazoline
Tramazoline is een middel dat het neusslijmvlies doet slinken. Het vernauwt de bloedvaatjes in het neusslijmvlies. Het wordt gebruikt bij neusverkoudheid, middenoorontsteking en bijholteontsteking. Het is in België enkel op de markt onder de merknaam Rhinospray, of als combinatiepreparaat Dexa Rhinospray (met dexamethasonisonicotinaat).

## Werking
In de neus gebracht, doet tramazoline het neusslijmvlies slinken. Dit vergemakkelijkt de afvoer van vastzittend slijm. Men kan weer beter door de neus ademen. Ook de doorgang tussen middenoor en neusholte wordt wijder. Omwille hiervan wordt dit soort neusdruppels ook wel voorgeschreven bij een middenoorontsteking, om de pijnlijke druk in het middenoor op te heffen.

## Nevenwerkingen
- Soms
  - Prikkelend gevoel, niezen en droge neus en keel
  - Hartkloppingen (als er vaak te veel tramazoline in het lichaam terechtkomt)
  - Bij gebruik langer dan vijf dagen achter elkaar of vaker dan eens per maand: voortdurend verstopte neus

Nooit langer dan vijf dagen achtereen gebruiken!
- Zelden
  - Overgevoeligheid voor het conserveermiddel
  - Bij porfyrie kan door dit middel een aanval uitgelokt worden

## Wisselwerkingen
Geen belangrijke wisselwerkingen met andere medicijnen bekend.